# إدنا بيرثا بيرس
إدنا بيرثا بيرس (بالإنجليزية: Edna Bertha Pearce)‏ هي ضابطة شرطة نيوزيلندية، ولدت في 26 مارس 1906 في كرايستشرش في نيوزيلندا، وتوفيت في 23 مايو 1995.